# 19370 Yukyung
19370 Yukyung este o planetă minoră (asteroid), cu un diametru de 8,448 km, din centura de asteroizi. A fost descoperită pe 25 decembrie 1997 la Haleakalā Observatory⁠(d) de Near Earth Asteroid Tracking și a fost numită după Yuk L. Yung⁠(d). 
Obiectul prezintă o orbită caracterizată de o semiaxă mare de 2,650724 UAi, o excentricitate de 0,16, o înclinație de 15,43921 ° în raport cu ecliptica.